# Regau
Regau is een gemeente in de Oostenrijkse deelstaat Opper-Oostenrijk, gelegen in het district Vöcklabruck. De gemeente heeft ongeveer 6000 inwoners.

## Geografie
Regau heeft een oppervlakte van 34 km². De gemeente ligt in het zuidwesten van de deelstaat Opper-Oostenrijk. Het ligt ten noordoosten van de deelstaat Salzburg en ten zuiden van de grens met Duitsland.
- Gemeinsame Normdatei: 4526900-2
- MusicBrainz: ae9a455a-ce61-4344-a7db-a3a4857253e6
- Virtual International Authority File: 155409118
- WorldCat: E39PBJf8vHjCXpCcGKdvxWkdQq